# هر اتفاقی رخ دهد، دوستتان دارم
هر اتفاقی رخ دهد، دوستتان دارم (به انگلیسی: If Anything Happens I Love You) یک فیلم کوتاه انیمیشن دو بعدی آمریکایی به نویسندگی و کارگردانی مایکل گوویر و ویل مک کورمک است که در سال ۲۰۲۰ منتشر شد. داستان آن به دنبال پدر و مادری داغدار در حالی که آنها برای مقابله با مرگ دختر خود، که در یک تیراندازی در مدرسه کشته شد، تلاش می‌کنند.
این فیلم توسط گیلبرت فیلمز و اوه گود پروداکشن تولید شده‌است. این در طی نمایش خصوصی در آژانس United Talent در بورلی هیلز در ۴ مارس ۲۰۲۰ و در نتفلیکس در ۲۰ نوامبر ۲۰۲۰ منتشر شد.

## طرح
دو پدر و مادر در پی مرگ دخترشان قبل از نوجوانی اش، از یکدیگر جدا شدند.
اگرچه آنها از گفتگوی شخصی با یکدیگر امتناع می‌ورزند، اما آنها ابراز احساسات واقعی خود را به صورت پنهانی به یکدیگر نشان می‌دادند. در حالی که پدر به بیرون می‌رود، مادر به فکر ورود به اتاق خواب قدیمی دخترش است، هرچند که او به دلیل غم و اندوه غیرقابل تحملش، خود را کنترل می‌کند.
مادر در حین لباس شستن، پس از اینکه متوجه شد پیراهن دخترش را شسته، شروع کرد به گریه کردن. هنگامی که او در نزدیکی ماشین لباسشویی نشسته‌است، او باعث می‌شود که یک توپ فوتبال به پایین بیفتد و در اتاق خواب دخترش را باز کند، که همچنین به سوی دستگاه ضبط می‌غلتد و آن را روشن می‌کند. هنگامی که آهنگ " ۱۹۵۰ " شروع به پخش می‌کند، مادر تصمیم می‌گیرد وارد اتاق شود، جایی که بعداً با شوهرش دوباره متحد می‌شود. در حالی که موسیقی همچنان در پس زمینه پخش می‌شود، سایه ای نمایانگر دخترشان، از دستگاه ضبط بیرون می‌آید و والدین شروع به یادآوری وقایع زندگی دخترشان می‌کنند.
در یک سری از آن یادآوری وقایع، والدین بزرگ شدن دخترشان را می‌بینند. در طول این سکانس، دختر عشق خود را به فوتبال افزایش می‌دهد، تولد ۱۰ سالگی خود را جشن می‌گیرد و اولین بوسه خود را تجربه می‌کند. در فلاش بک آخر، دختر پدر و مادرش را ترک می‌کند برای حضور در مدرسه. با دانستن اینکه چه اتفاقی می‌افتد، سایه والدین مانع از ورود وی به محل زندگی می‌شود، اما این یک خاطره می‌باشد، آنها شکست می‌خورند. در داخل مدرسه، دختر هنگام تیراندازی در مدرسه مورد اصابت گلوله قرار می‌گیرد و کشته می‌شود، در حالیکه متن آخر وی برای والدینش این است: "اگر هر اتفاقی بیفتد، من شما را دوست دارم. 
هنگامی که سایه‌های والدین از هم دور می‌شوند، سایه دختر آنها را به هم نزدیک می‌کند و والدین حقیقی را وادار می‌کند خاطرات خوبی را که آنها می‌توانستند با دخترشان در هنگام زنده بودن او تجربه کنند، ببینند. اکنون، والدین در آغوش می‌کشند و سایه دختر در میان سایه‌های والدین داغدارش به نوری روشن تبدیل می‌شود.

## تولید
اندکی پس از نگارش فیلمنامه " اگر هر اتفاقی رخ دهد من شما را دوست دارم "، یونگران نوو زمانی که در انستیتوی هنر کالیفرنیا حضور داشت استخدام شد تا به عنوان انیماتور و مدیر هنری فیلم کار کند. نوو پس از خواندن متن اولیه، دربارهٔ فیلم کوتاه پدر و دختر برندهٔ جایزهٔ اسکار، که از یک پالت سیاه و سفید در انیمیشن خود استفاده کرد، فکر کرد و به فکر استفاده از آن به عنوان الهام بخش بودن در کار جدید خود افتاد. بعداً ایده او مورد توجه کارگردانان و نویسندگان فیلم ویل مک کورماک و مایکل گوویر قرار گرفت. به گفته نوو، زمینه فیلم شامل آبرنگ روی کاغذ بود تا داستان "خام" و "ناتمام" احساس شود. نوو همچنین اشاره کرد که این فیلم سعی کرده حداقل رنگ را در پس زمینه خود داشته باشد تا با خلأی که توسط والدین داغدار پر می‌شود؛ مطابقت داشته باشد.
برای کارگردانی فیلم، مک کورماک و گوویر با چند پدر و مادر ملاقات کردند که فرزندانشان را به دلیل تیراندازی در مدرسه و خشونت با اسلحه در ایالات متحده از دست داده بودند. این زوج همچنین با Everytown برای ایمنی اسلحه همکاری نزدیک داشتند، حتی به سازمان این امکان را دادند تا بازخورد خود را در مورد فیلمنامه فیلم به اشتراک بگذارد.
بیشتر امتیاز فیلم توسط لیندسی مارکوس ساخته شده‌است. مک کورماک و گوویر در مصاحبه ای فاش کردند که سکانس «رویاپرداز زیبای» این فیلم توسط ارکستر جوانان درون‌شهری لس آنجلس، به مدیریت چارلز دیکرسون تنظیم و اجرا شده‌است.

## پذیرش

### پاسخ انتقادی
بر اساس نظرات به دست آمده راتن تومیتوز، این فیلم با توجه به بررسی ۵ منتقد، با میانگین امتیاز ۸/۱۰ امتیاز ۱۰۰٪ را تأیید می‌کند.
ریچارد پروپس در نقد خود به عنوان منتقد مستقل، به فیلم کوتاه نمره A + (همچنین به آن چهار ستاره از پنج ستاره) داد و پیام، انیمیشن و شخصیت‌های فیلم را مورد ستایش قرار داد و فیلم را «یک شاهکار انیمیشن» خواند. مگان لیم که برای The Montclarion در حال نوشتن بود، سادگی فیلم را ستود و اظهار داشت: «حذف کلمات، رنگ و تصویر جلا داده شده به‌طور چشمگیری درد و رنج را بیان می‌کند که هیچ گفتگویی هرگز نمی‌تواند آن را تسخیر کند.» پس از تماشای این فیلم کوتاه، خدمه Decider به بینندگان پیشنهاد دادند این فیلم را تماشا کنند، آنا منتا این فیلم کوتاه را «تصویری زیبا اما بسیار دردناک از یک تراژدی» خواند و اظهار داشت که این فیلم صادقانه بود و او احساس می‌کرد که آن یک داستان واقعی بود.

### مدعی جایزه اسکار ۲۰۲۱
در ۱۴ اکتبر سال ۲۰۲۰، ایندی‌وایر فاش کرد که نتفلیکس در نظر داشته‌است که فیلم کوتاه اگر هر اتفاقی رخ دهد من شما را دوست دارم به عنوان یکی از سه مدعی جایزه اسکار بهترین فیلم کوتاه انیمیشن، به همراه Canvas و Cops and Robbers، برای شرکت در ۹۳ امین همایش جوایز اسکار حضور داشتند.

## یادداشت
1. ↑  This message was found to be similar to that of survivors and victims of the Stoneman Douglas High School shooting, who texted their parents while the shooting was taking place.[۳][۴][۵]